# Prionostemma fulginosum
Prionostemma fulginosum is een hooiwagen uit de familie Sclerosomatidae.